# Crown Heights
Pour les articles homonymes, voir Crown Heights (homonymie).
Crown Heights est un quartier situé dans le centre de l'arrondissement de Brooklyn, à New York. Ses 150 000 habitants[réf. nécessaire], pour la plupart de basse condition sociale, sont en grande partie d'origine caribéenne. Le quartier compte également une importante minorité juive, principalement des Loubavitchs. C'est dans ce quartier que se trouve le 770 Eastern Parkway, le quartier général des Loubavitch. Les relations entre les communautés peuvent être tendues, comme l'attestent les  émeutes qui ont eu lieu pendant l'été 1991. 
Chaque année se tient à Crown Heights le Labor Day Carnival, célèbre carnaval antillais.